# Papa Calisto III

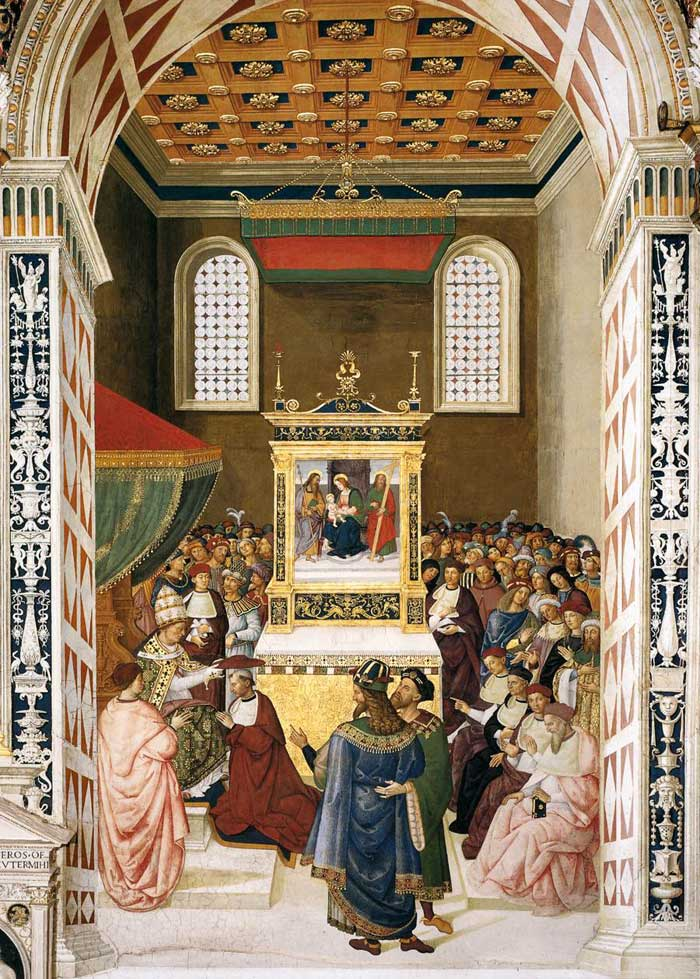
Papa Calisto III cria Enea Silvio Piccolomini (futuro papa Pio II) como cardeal. Tela de Bernardino di Betto, conhecido como Pinturicchio.

Calisto III (em latim: Callistus III), nascido Alfonso Borgia; (Valência, 31 de dezembro de 1378 – Roma, 6 de agosto de 1458) foi o 209.º Papa da Igreja Católica e Soberano dos Estados Papais de 8 de abril de 1455 até a data de sua morte, ocorrida perto de Xàtiva, Valência, hoje Espanha, mas naquele tempo Reino de Valência, integrado no Reino de Aragão. Foi o Papa que reviu a condenação de  Santa Joana d'Arc e reconheceu sua inocência em 1456.
Filho de Domingo de Borja e de sua mulher Francisca Martì, foi tio materno doutro papa da família Bórgia, Alexandre VI e do cardeal Luis Juan de Milà y Borja.
O seu túmulo encontra-se na igreja de Santa Maria in Monserrato, em Roma.

## Criação dos Padroados português e espanhol
O Papa Calisto III criou o Padroado, que era um tratado entre a Igreja Católica e os Reinos de Portugal e de Espanha.
A Igreja Católica delegava aos monarcas destes reinos ibéricos a administração e organização da Igreja Católica em seus domínios. O rei mandava construir igrejas e era responsável pela sua manutenção, nomeava os padres e os bispos, sendo estes depois aprovados pelo Papa.
Assim, a estrutura do Reino de Portugal e de Espanha tinha não só uma dimensão político-administrativa, mas também religiosa.
O Padroado português foi muito alterado ao longo dos tempos, mas os seus últimos vestígios foram suprimidos com o Concílio Vaticano II. Por exemplo, até este Concílio, era o Chefe de Estado Português que impunha o barrete cardinalício ao Patriarca de Lisboa.